# دايفيد هاند (إحصائي)
دايفيد هاند (بالإنجليزية: David Hand)‏ هو إحصائي بريطاني، ولد في 30 يونيو 1950 في بيتربرة في المملكة المتحدة.

## وصلات خارجية
- الموقع الرسمي